# لیستس (استان کیوستندیل)
لیستس (به بلغاری: Lisets) یک منطقهٔ مسکونی در بلغارستان است که در شهرستان کیوستندیل واقع شده‌است.